# Dorothy Gow
Pour les articles homonymes, voir Gow.
Dorothy Gow (1893 - 1er novembre 1982) est une compositrice anglaise.

## Biographie
Elle nait à Londres en 1893, la plus jeune d'une fratrie de six enfants. La Music Society joue ses œuvres dès 1922 et après ce succès initial, Gow va étudier au Royal College of Music alors qu'elle a une trentaine d'années. Elle étudie la composition avec Vaughan Williams au Royal College of Music et avec Egon Wellesz à Vienne.
Elle n'a jamais été mariée et meurt à Londres en 1982,.

## Œuvres
- String Quartet in One Movement (1947)
- Oboe Quintet (1936)[3]

Ses œuvres ont été enregistrées et sont sorties en CD, par exemple :
- An English Renaissance Audio CD (2004) Oboe Classics